# Lackschliff
Mit Lackschliff (genauer Lackzwischenschliff) wird die Bearbeitung lackierter Oberflächen durch Schleifmittel bezeichnet. Als Lacke werden dabei unterschiedliche Arten, wie Acryllacke, DD-Lacke, säurehärtende Lacke, Ein- und Zweikomponenten Lacke verwendet.
Daher kommen neben unterschiedlichen Schleiftechnologien wie Handschliff und Maschinenschliff verschiedene Schleifmittelarten in zahlreichen Ausführungen und Kombinationen zum Einsatz.

## Technik des Lackschleifens
Mit einem guten Lackschliff erreicht der Lackierer eine geglättete Oberfläche, ein gleichmäßiges Schliffbild, eine geringe Schleiftoleranz, eine Verringerung der Lackauftragsmengen sowie eine Verkürzung des Poliervorgangs.
Geschliffen wird von Hand (ggf. mit Schleifklotz oder Handpad), mit einer handgeführten Maschine (z. B. Schwingschleifer oder Exzenterschleifer) oder mit einer stationären Bandschleifmaschine.
Als Schleifmittel kommen Schleifpapiere und Schleifgewebe, als Bogen, Streifen und Scheiben, Schleifgitter als Scheiben, Schleifpads und Schleifvliese zum Einsatz.
Für die Schleiftechnik werden Korn 40 bis 80 für das Kalibrieren, Korn 100 bis 180 für den Vorschliff, Korn 220 und 240 für den Zwischenschliff und Korn 320 bis 3000 für den Endschliff verwendet.